# Mocsári kúszóegér
A mocsári kúszóegér (Delanymys brooksi) az emlősök (Mammalia) osztályának a rágcsálók (Rodentia) rendjébe, ezen belül a madagaszkáriegér-félék (Nesomyidae) családjába tartozó faj.
Alcsaládjának és nemének az egyetlen képviselője.

## Előfordulása
A mocsári kúszóegér Afrika keleti felének a középső részén fordul elő. A következő országokban található meg: Burundi, a Kongói Demokratikus Köztársaság, Ruanda és Uganda. 1700-2625 méteres tengerszint fölötti magasságban is fellelhető.

## Megjelenése
Fej-testhossza 50-63 milliméter, farokhossza 87-111 milliméter hosszú. Testtömege 6 gramm. Testalkata karcsú. A hátsólábai és ujjai hosszúak és vékonyak. Míg a hátsóujjain mindegyiken van karom, a mellső lábakon csak négy ujj rendelkezik karommal. Az ötödik ujj a fogáshoz alkalmazkodott. Farka részben fogófarok. A háti rész szőrzete sötétbarna vöröses árnyalattal, míg hasi része piszkos sárga. Pofája fehéres. A szőrszálak töve szürkés színű. Bundája vastag, puha és gyapjúszerű. A pikkelyezett, kétszínű farkán rövid szőrök ülnek. Talpa csupasz.

## Életmódja
A hegyi bambuszerdőket részesíti előnyben. Éjszaka tevékeny. Főleg fákon és bokrokon él. Tápláléka növények és azok magvai. A ragadozó madaraknak, kígyóknak és kisebb ragadozó emlősöknek szolgálhat zsákmányul.

## Szaporodása
A mocsári kúszóegér szaporodásáról majdnem semmit sem tudunk. Eddig csak egy fészket fedeztek fel, abban 4 kölyök volt. Két begyűjtött nőstény példányban 3-3 magzat volt. A fészek gömb alakú volt és fűből készült; a bokrokba volt elrejtve.